# SugarCrash!
〈SugarCrash!〉是加拿大歌手兼词曲作家ElyOtto的单曲，由他自己所创作的歌曲，于2020年8月25日发布。2021年4月23日，EllyOtto邀请金·彼特拉斯和库蒂斯·沃特斯合作并发布混音版的同名歌曲。EllyOtto的迷你专辑预计会在2021年正式亮相。